# Into the New World (chuyến lưu diễn)
Girls' Generation 1st Asia Tour: Into the New World là chuyến lưu diễn châu Á đầu tiên của nhóm nhạc nữ Hàn Quốc Girls' Generation, bắt đầu với hai buổi diễn tại Seoul vào tháng 12 năm 2009.

## Lịch sử
Chuyến lưu diễn được SM Entertainment công bố vào tháng 11 năm 2009. Vé bắt đầu được bán vào ngày 19 tháng 11 năm 2009 và hết sạch trong vòng 3 phút.
Đã có khoảng 24,000 khán giả tham dự buổi diễn ở Sân vận động Đài Bắc tại Đài Loan vào hai ngày 16 và 17 tháng 10 năm 2010, giúp Girls' Generation lập kỷ lục buổi diễn của một nhóm nhạc nữ nước ngoài có nhiều khán giả nhất.
Ban đầu chuyến lưu diễn bao gồm hai buổi diễn tại Hàn Quốc vào các ngày 19 và 20 tháng 12 năm 2009. Nhưng sau đó hai buổi diễn nữa đã được bổ sung vào các ngày 27 và 28 tháng 2 năm 2010 với một số thay đổi trong danh sách các màn biểu diễn. Thành viên nhóm Super Junior Eunhyuk không thể tham dự hai buổi diễn này do nhiễm virus cúm A H1N1 nên được thay thế bởi Leeteuk và Heechul.
Buổi diễn tại Bangkok vào ngày 24 tháng 7 năm 2010 đã bị hoãn vô thời hạn do cuộc biểu tình chính trị ở Thái Lan năm 2010.
Album trực tiếp Into the New World bao gồm những tiết mục trong buổi diễn tại Seoul và được phát hành vào ngày 30 tháng 12 năm 2010 tại Hàn Quốc.

## Danh sách các màn biểu diễn
Main Set
1. "소원을 말해봐" ("Tell Me Your Wish (Genie)") (Remix)"
2. "콘서트 첫공개" ("Show Me")
3. "소녀시대" ("Girls' Generation")
4. "Beginning (Remix)"
5. "It's Fantastic"
6. "Etude"
7. "울랄라" ("Ooh La La")
8. "Kissing You (Remix)"
9. "1년 후" ("One Year Later") (Jessica song ca cùng với Onew của SHINee)
10. "Umbrella" (Tiffany solo)
11. "Hush Hush" (Taeyeon solo)
12. "좋은 사람 소개시켜줘" ("Introduce Me a Good Person") (Yoona solo cùng với Shindong & Eunhyuk của Super Junior)
13. "Sunny" (Sunny solo)
14. "Chocolate Love"
15. "Destiny"
16. "Honey"
17. "Merry Go Round"
18. "Dear. Mom"
19. "Day by Day"
20. "동화" ("My Child")
21. "Barbie Girl" (Jessica solo cùng với Key của SHINee)
22. "Santa Baby" (Sooyoung solo)
23. "16 Going on 17" (Seohyun solo)
24. "Singin' in the Rain"
25. "Somewhere Over The Rainbow" (Taeyeon, Jessica, Sunny và Seohyun)
26. "Chu~♡" (f(x))
27. "1, 2 Step" (Yuri solo cùng với Amber của f(x))
28. "Tell Me Your Wish (Poppin' Remix)" và "Tipsy" (Hyoyeon nhảy solo)
29. ""Rhythm Nation" (Yoona, Sooyoung, Yuri & Hyoyeon)
30. "다시만난세계" ("Into the New World")
31. "Be Happy"
32. "힘내" ("Him Nae (Way to Go)")
33. "Gee"
34. "Touch the Sky"

Encore
1. "앵콜첫곡" ("Naengmyun")
2. "하하하송" ("HaHaHa")
3. "Complete"
4. "더블앵콜" ("Baby Baby")
5. "Oh!"

Main Set
1. "Tell Me Your Wish (Genie) (Remix)"
2. "Show! Show! Show!"
3. "Girls' Generation"
4. "Beginning"
5. "It's Fantastic!"
6. "Etude (Remix)"
7. "Ooh la la"
8. "Kissing You (Remix)"
9. "One Year Later" (Jessica song ca cùng với Onew của SHINee)
10. "Umbrella" (Tiffany solo)
11. "Hush Hush" (Taeyeon solo)
12. "Introduce A Good Person" (Yoona solo cùng với Key và Taemin của SHINee)
13. "Sunny" (Sunny solo)
14. "Chocolate Love (phiên bản Retro-pop)"
15. "Honey"
16. "Dear Mom"
17. "Forever"
18. "Day By Day"
19. "My Child"
20. "Barbie Girl" (Jessica solo cùng với Key của SHINee)
21. "16 Going On 17" (Seohyun solo)
22. "Singin' In The Rain"
23. "Somewhere Over The Rainbow" (Taeyeon, Jessica, Sunny và Seohyun)
24. "Ring Ding Dong" (SHINee)
25. "If U Seek Amy" (Sooyoung solo)
26. "Genie (Poppin' Remix)" + "So Sick" (Hyoyeon nhảy solo)
27. "1, 2 Step" (Yuri solo cùng với Minho của SHINee)
28. "Rhythm Nation" (Hyoyeon, Yoona, Yuri & Sooyoung)
29. "Into The New World (Remix)"
30. "Be Happy"
31. "Way To Go"
32. "Gee"
33. "Touch The Sky"

Encore #1
1. "Naengmyun"
2. "Hahaha"
3. "Complete"

Encore #2
1. "Baby Baby"
2. "Oh!"

Main Set
1. "Tell Me Your Wish (Genie) (Remix)"
2. "Show! Show! Show!"
3. "Girls' Generation"
4. "Beginning"
5. "It's Fantastic!"
6. "Etude (Remix)"
7. "Ooh la la"
8. "Kissing You (Remix)"
9. "Umbrella" (Tiffany solo)
10. "Hush Hush" (Taeyeon solo)
11. "Introduce A Good Person" (Yoona solo cùng với Leeteuk và Donghae của Super Junior)
12. "Sunny" (Sunny solo)
13. "Chocolate Love (phiên bản Retro-pop)"
14. "Honey"
15. "Dear Mom"
16. "Forever"
17. "Day By Day"
18. "My Child"
19. "Barbie Girl" (Jessica solo cùng với Donghae của Super Junior)
20. "16 Going On 17" (Seohyun solo)
21. "Singin' In The Rain"
22. "Somewhere Over The Rainbow" (Taeyeon, Jessica, Sunny và Seohyun)
23. "If U Seek Amy" (Sooyoung solo)
24. "카라멜 커피 (Talk to Me)"(Jessica & Tiffany song ca)
25. "1, 2 Step" (Yuri solo cùng với Tiffany)
26. "Rhythm Nation" (Hyoyeon, Yoona, Yuri & Sooyoung)
27. "Into The New World (Remix)"
28. "Be Happy"
29. "Way To Go"
30. "Gee"
31. "Touch The Sky"

Encore #1
1. "Naengmyun"
2. "Hahaha"
3. "Complete"

Encore #2
1. "Baby Baby"
2. "Oh!"

## Lịch diễn
| Ngày                 | Thành phố  | Quốc gia   | Địa điểm                          | Khách mời                                                                   |
| -------------------- | ---------- | ---------- | --------------------------------- | --------------------------------------------------------------------------- |
| 19 tháng 12 năm 2009 | Seoul      | Hàn Quốc   | Olympic Fencing Gymnasium         | f(x), Onew và Key của Shinee, Shindong, Leeteuk và Eunhyuk của Super Junior |
| 20 tháng 12 năm 2009 | Seoul      | Hàn Quốc   | Olympic Fencing Gymnasium         | f(x), Onew và Key của Shinee, Shindong, Leeteuk và Eunhyuk của Super Junior |
| 27 tháng 2 năm 2010  | Seoul      | Hàn Quốc   | Olympic Fencing Gymnasium         | Leeteuk và Heechul của Super Junior                                         |
| 28 tháng 2 năm 2010  | Seoul      | Hàn Quốc   | Olympic Fencing Gymnasium         | Leeteuk và Heechul của Super Junior                                         |
| 17 tháng 4 năm 2010  | Thượng Hải | Trung Quốc | Sân vận động Trong nhà Thượng Hải | SHINee                                                                      |
| 16 tháng 10 năm 2010 | Đài Bắc    | Đài Loan   | Nhà thi đấu Đài Bắc               | Leeteuk và Donghae của Super Junior                                         |
| 17 tháng 10 năm 2010 | Đài Bắc    | Đài Loan   | Nhà thi đấu Đài Bắc               | Leeteuk và Donghae của Super Junior                                         |